# خرس‌وارگان

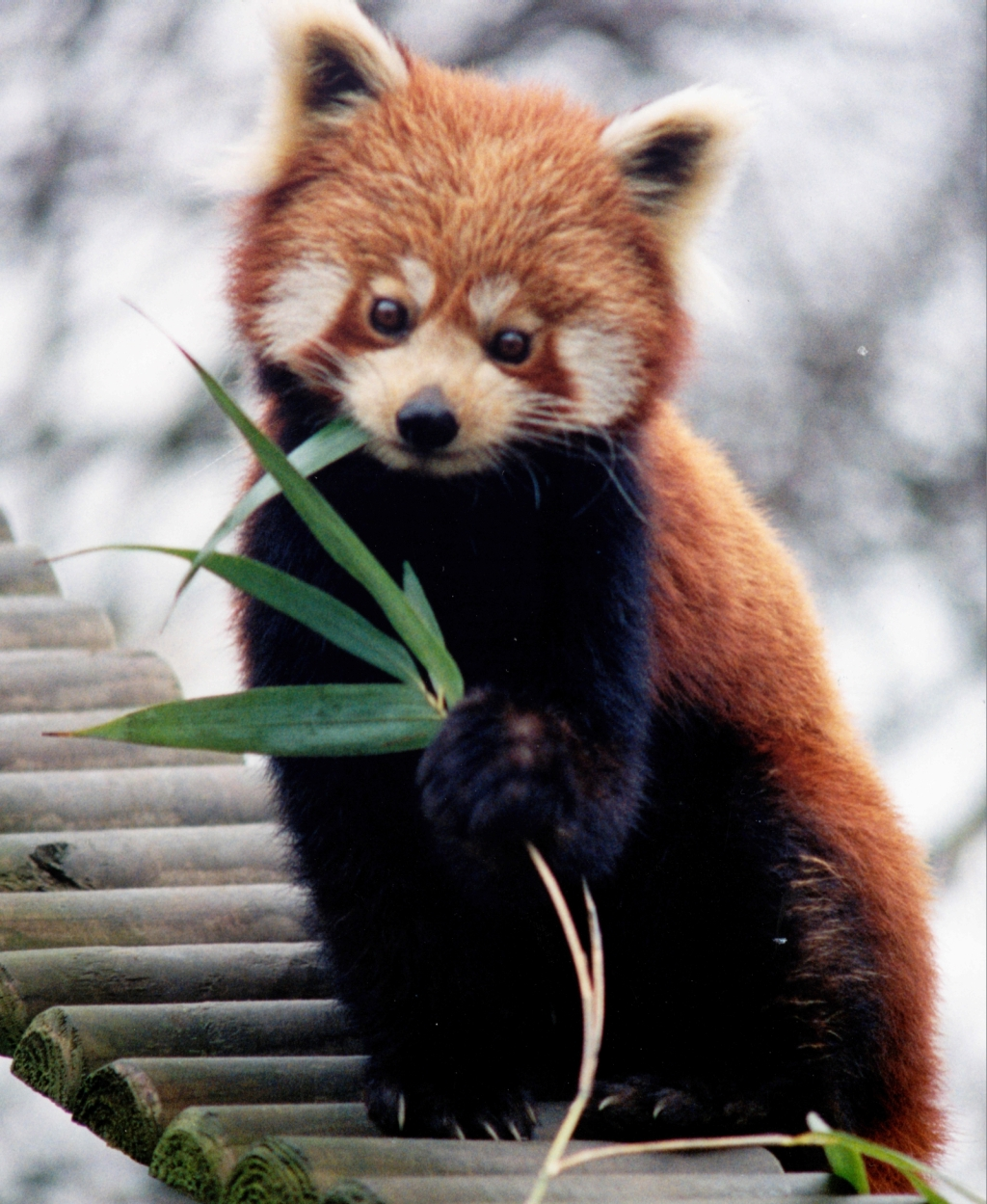
خرس واران

خرس‌وارگان (نام علمی: Arctoidea) نام یک فروراسته از زیرراسته سگ‌سانیان است.